# Esiliiga 2017
Die Esiliiga 2017 war die 27. Spielzeit der zweithöchsten estnischen Fußball-Spielklasse der Herren. Sie begann am 2. März und endete am 5. November 2017.

## Modus
Die Liga umfasste wie in der Vorsaison zehn Teams. Dabei traten die Mannschaften an 36 Spieltagen jeweils vier Mal gegeneinander an. Der Tabellenerste Maardu Linnameeskond verzichtete aus wirtschaftlichen Gründen auf den Aufstieg in die Meistriliiga. Stattdessen stieg der FC Kuressaare direkt in die Meistriliiga auf. Die geplanten Play-offs zwischen dem Zweitplatzierten JK Tallinna Kalev und dem Neunten der Meistriliiga JK Vaprus Pärnu wurden abgesagt. Beide spielten in der Saison in der Meistriliiga, nachdem die beiden Erstligavereine aus Tallinn, Infonet und Levadia, fusionierten und somit ein Platz frei wurde.
Die geplanten Relegationsspiele zwischen dem Achten FC Santos Tartu und JK Vaprus Vändra aus der Esiliiga B wurden nicht ausgetragen. Vaprus verzichtete, damit blieb Santos in der Esiliiga. Absteiger gab es in dieser Spielzeit nicht.

## Vereine
JK Tarvas Rakvere war aus der Meistriliiga abgestiegen. Aus der Esiliiga B kamen der FC Kuressaare, FC Elva und Tartu JK Welco hinzu.
| Verein                  | Stadt      | Stadion                    | Kapazität |
| ----------------------- | ---------- | -------------------------- | --------- |
| JK Tallinna Kalev       | Tallinn    | Kalevi Keskstaadion        | 11.5000   |
| FC Flora Tallinn U-21   | Tallinn    | A. Le Coq Arena            | 10.5000   |
| FC Infonet Tallinn U-21 | Tallinn    | Infoneti lasnamäe staadion | 1.200     |
| FC Levadia Tallinn U-21 | Tallinn    | Maarjamäe staadion         | 1.000     |
| FC Elva                 | Elva       | Elva linnastaadion         | 0400      |
| FC Kuressaare           | Kuressaare | Kuressaare linnastaadion   | 2.000     |
| Maardu Linnameeskond    | Maardu     | Maardu linnastaadion       | 0500      |
| FC Santos Tartu         | Tartu      | Tamme staadion             | 1.600     |
| JK Tarvas Rakvere       | Rakvere    | Rakvere Linnastaadion      | 2.300     |
| Tartu JK Welco          | Tartu      | Tamme staadion             | 1.600     |

## Abschlusstabelle
| Pl. | Verein                    | Sp. | S  | U | N  | Tore    | Diff. | Punkte |
| --- | ------------------------- | --- | -- | - | -- | ------- | ----- | ------ |
| 1.  | Maardu Linnameeskond 1    | 36  | 24 | 5 | 7  | 092:440 | +48   | 77     |
| 2.  | JK Tallinna Kalev         | 36  | 24 | 2 | 10 | 095:440 | +51   | 74     |
| 3.  | JK Tarvas Rakvere (A)     | 36  | 21 | 4 | 11 | 066:570 | +9    | 67     |
| 4.  | FC Flora Tallinn U-21     | 36  | 21 | 4 | 11 | 075:420 | +33   | 67     |
| 5.  | FC Kuressaare (N) 1       | 36  | 17 | 4 | 15 | 070:630 | +7    | 55     |
| 6.  | FC Levadia Tallinn U-21   | 36  | 13 | 6 | 17 | 056:600 | −4    | 45     |
| 7.  | FC Infonet Tallinn U-21 2 | 36  | 13 | 4 | 19 | 060:850 | −25   | 43     |
| 8.  | FC Santos Tartu           | 36  | 13 | 4 | 19 | 075:740 | +1    | 43     |
| 9.  | FC Elva (N)               | 36  | 9  | 2 | 25 | 040:900 | −50   | 29     |
| 10. | Tartu JK Welco (N)        | 36  | 4  | 7 | 25 | 030:100 | −70   | 19     |

Platzierungskriterien: 1. Punkte – 2. zugesprochene Siege – 3. Siege – 4. Direkter Vergleich (Punkte, Tordifferenz, geschossene Tore) – 5. Tordifferenz – 6. geschossene Tore – 7. Fair-Play
| (A) | Absteiger aus der Meistriliiga 2016 |
| (N) | Neuaufsteiger aus der Esiliiga B    |

## Relegation
Aufstieg
Durch die Fusion von Infonet Tallinn mit Levadia Tallinn in der Meistriliiga wurde der frei gewordenen Ligaplatz von JK Tallinna Kalev übernommen.
Abstieg
Die Spiele zwischen den Achten der Esiliiga FC Santos Tartu und JK Vaprus Vändra aus der Esiliiga B wurden nicht ausgetragen. Beide sollten in der folgenden Esiliiga-Saison antreten. Durch den Verzicht von JK Vaprus Vändra übernahm Keila JK dessen Platz.

## Torschützenliste
| Pl. | Name              | Mannschaft              | Tore |
| --- | ----------------- | ----------------------- | ---- |
| 01. | Vitali Gussev     | Maardu Linnameeskond    | 38   |
| 02. | Alex Meinhard     | FC Santos Tartu         | 22   |
| 03. | Andre Järva       | JK Tallinna Kalev       | 21   |
| 04. | Eduard Golovljov  | FC Infonet Tallinn U-21 | 20   |
| 04. | Karl Rudolf Õigus | FC Santos Tartu         | 20   |
| 06. | Joonas Ljaš       | JK Tarvas Rakvere       | 19   |
| 07. | Sander Laht       | FC Kuressaare           | 17   |
| 08. | Mario Stern       | FC Kuressaare           | 15   |
| 09. | Erik Sorga        | FC Flora Tallinn U-21   | 13   |
| 09. | Artur Makarov     | JK Tallinna Kalev       | 13   |